# Informática educativa
Informática educativa refere-se ao uso do computador e suas ferramentas no âmbito escolar, enquanto recurso pedagógico a ser utilizado pelo profissional docente. Embora o termo informática não seja o mais atual (comum na década de 80), o termo informática educativa continua sendo utilizado pelos profissionais da educação. No âmbito escolar, também podemos considerar o computador como um dispositivo de tecnologia assistiva e portanto como um facilitador de inclusão escolar e social.

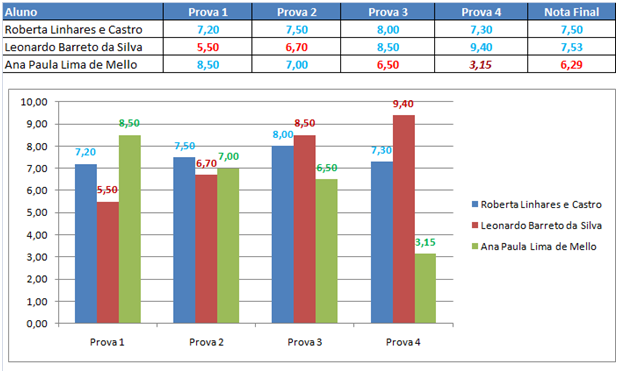
Exemplo do Auxílio da informática como recurso pedagógico na educação.

O objetivo da informática educativa é utilizar o computador - para acesso à internet e softwares educativo - enquanto recurso pedagógico para as aulas de diferentes disciplinas, incentivando a descoberta de informações e a construção do conhecimento tanto do aluno quanto do professor. Desta forma, cabe ao docente refletir sobre as possibilidades, para que as ferramentas computacionais contribuam efetivamente para a construção do conhecimento por seus alunos, as perguntas "por que?", "quando?" e "como?" usar o computador são fundamentais para auxiliar numa efetiva construção do conhecimento.
A depender do espaço físico e da grade curricular nas escolas, os alunos podem ter aulas da disciplina de Informática, ou caso não tenham esta previsão curricular (realidade da maioria das escolas públicas) podem ser realizadas visitas mediadas ao Laboratório de 'Informática' durante as aulas de outras disciplinas ou ainda no contraturno ao que o aluno é matriculado. Geralmente, os Laboratórios de Informática nas escolas possuem um profissional docente responsável, mas dependendo do local pode-se contar com profissionais formados na área de TI.
Embora muitas escolas possuam essas tecnologias disponíveis, elas muitas vezes, não são utilizadas no potencial que deveriam, ficando muitas vezes os Laboratórios/Salas de Informática trancadas por falta de profissionais habilitados para atuarem na gerência, supervisão, orientação e manutenção das máquinas, assim como por falta de capacitação de alguns docentes para o conhecimento dos potenciais que este recurso pode agregar nas atividades em sala de aula.

## Histórico da Informática Educativa no Brasil
No Brasil, os primeiros passos da informática educativa ocorreram em 1971 com o uso do computador no ensino de física (USP de São Carlos). As primeiras pesquisas foram desenvolvidas pela UFRJ, Unicamp e UFRGS. No final da década de 1970 e início de 1980, novas experiências na UFRGS foram apoiadas nas teorias de Piaget, destacando-se o trabalho realizado pelo Laboratório de Estudos Cognitivos (LEC). Foram desenvolvidos trabalhos com crianças de escola pública que apresentavam dificuldades de aprendizagem. Ações do Governo Federal, a partir de meados de 1970, estabeleceram políticas públicas voltadas para a construção de indústria própria; também surgiram medidas protecionistas para a área. Destacam-se as criações das Comissões de Coordenação das Atividades de Processamento Eletrônico, das Empresa Digitais Brasileiras e da Secretaria Especial de Informática.

### Segundo Erailson (2013)
Na década de 80, bem no seu início, a UNICAMP (Universidade Estadual de Campinas) incorporou junto aos seus programas de pesquisa e pós-graduação várias propostas e recursos produzidos pelo grupo de Papert, resultando, nos anos seguintes, no surgimento de métodos, técnicas e software educacionais voltados à realidade nacional que utilizavam tais contribuições. Em agosto de 1981 aconteceu um importante evento na área, o I Seminário Nacional de Informática (UnB), em que se destaca a importância de pesquisar o uso do computador, visando o processo ensino-aprendizagem. Indica, nesse evento, a necessidade do prevalecer pedagógico sobre as questões tecnológicas no planejamento das ações. A partir de então, recomenda-se o computador como um meio de ampliação das funções do professor e jamais como ferramenta para substituí-lo. (ERAILSON, 2013).
No final de 1981 houve subsídios do governo para a Implantação do Programa Nacional de Informática na Educação. Tal programa recomendava que as iniciativas nacionais deveriam estar centradas nas universidades e não diretamente nas Secretarias de Educação. O desenvolvimento de softwares educativos, demarcados por valores culturais, sociopolíticos e pedagógicos da realidade brasileira e a formação de recursos humanos eram ações do programa.
Segundo Moraes (1997), a partir de todas essas iniciativas foi estabelecida uma sólida base para a criação de um Programa Nacional de Informática Educativa - PRONINFE, o que foi efetivado em outubro de 1989, através da Portaria Ministerial nº 549/GM. O PRONINFE tinha por finalidade: "Desenvolver a informática educativa no Brasil, através de projetos e atividades, articulados e convergentes, apoiados em fundamentação pedagógica sólida e atualizada, de modo a assegurar a unidade política, técnica e científica imprescindível ao êxito dos esforços e investimentos envolvidos". (MORAES, 1997, p.11).
Assim foi-se construindo a história da Informática Educativa no Brasil, que tem como objetivo utilizar o computador como recurso didático para as práticas pedagógicas nos diversos componentes curriculares, incentivando a descoberta tanto do aluno quanto do professor e preocupando-se com "quando", "por que" e "como" usar a informática para que a mesma contribua efetivamente para a construção do conhecimento.
Oferecer recursos aos professores para facilitar a gestão da educação pode ter bons retornos no futuro. Sabe-se que o desenvolvimento da educação é um investimento ao longo prazo. É preciso investir na capacitação dos alunos, mas é importante encontrar meios que atraiam a vontade do aluno em querer aprender e frequentar a escola.

## Professores
É importante que as aulas sejam planejadas antes de serem aplicadas em ambiente computacional e que os objetivos a serem atingidos sejam expostos aos alunos. A elaboração das atividades deve considerar como atingir os resultados almejados, quão significativa será a aprendizagem proporcionada pela situação a ser criada e se os recursos a serem utilizados são os mais adequados. A formação inicial e continuada abrangendo aspectos de Informática Educativa pode colaborar muito nesse sentido.
Porém, mais importante do que as técnicas e o planejamento, é a postura do educador que mais influenciará o resultado do processo de ensino e aprendizagem. Sobre isso, vale a pena citar o professor José Manuel Moran, da ECA-USP:
"Faremos com as tecnologias mais avançadas o mesmo que fazemos conosco, com os outros, com a vida. Se somos pessoas abertas, as utilizaremos para comunicarmos mais, para interagir melhor. Se somos pessoas fechadas, desconfiadas, utilizaremos as tecnologias de forma defensiva, superficial. Se somos pessoas abertas, sensíveis, humanas, que valorizam mais a busca que o resultado pronto, o estímulo que a repreensão, o apoio que a crítica, capazes de estabelecer formas democráticas de pesquisa e comunicação. Então somos verdadeiros Educadores."
O fato de ter uma sala com computadores não significa necessariamente ter informatização do ensino, como não basta papel e caneta para se escrever um bom texto. Primeiramente é preciso que exista um planejamento, o qual indicará os passos a serem seguidos. A informatização do ensino, não pode ser vista como solução para todos os problemas e nem fazer alusão de que todas as dificuldades relacionadas ao ensino-aprendizagem estarão sanadas, mas não podemos medir esforços para utilizar tudo o que possa contribuir para sua melhoria.
Para que o objetivo central não se perca, é necessário que o educador seja um mediador e oriente o educando, contribuindo para o desenvolvimento de valores pessoais e sociais que auxiliem para a construção de uma consciência critica, tendo por finalidade a formação de cidadãos capazes de avaliar suas atitudes e escolhas, como também o mundo em que vivem.

## Jogos e educação
A utilização da informática na educação vem crescendo mais a cada ano que passa, esta utilização tem permitido a criação de várias experiências de aprendizagem entre elas os jogos.
Os jogos fazem parte de nossa vida desde os tempos mais remotos, estando presentes não só na sua infância e, sim em todos os momentos. Os jogos podem ser grandes aliados na educação, pois divertem, motivam,facilitam a aprendizagem e aumentam a retenção do que foi ensinado exercitando as funções mentais e intelectuais do jogador.
O jogo também ajuda a criança a reconhecer as regras, mostrando a elas que os jogos são como a sociedade, onde há regras e leis. O jogo permite que a criança participe de um mundo de faz de conta, enfrentando os desafios e experimentando situações onde faça uso da lógica.
Se o jogo ajuda no processo de aprendizagem ele é chamado de jogo educacional, mas ainda há muitas discussões sobre os jogos educacionais, Dempsey; Rasmussem; Luccassen (1996 apud. BOTELHO, 2004, p.1), definem que os jogos educacionais "se constituem por qualquer atividade de formato instrucional ou de aprendizagem que envolva competição e que seja regulada por regras e restrições."
Podemos dizer que os jogos educativos são as aplicações que possam ser utilizadas com algum objetivo educacional. É importante ressaltar que o jogo educacional precisa ser bem fundamentado e com princípios teórico-metodológicos. Por isso é preciso que os professores façam uma análise cuidadosa e criteriosa dos materiais a serem utilizados, tendo em vista o objetivo que se quer alcançar.
Para o desenvolvimento de jogos educacionais é preciso pensar um tema a ser proposto, quais os objetivos a serem alcançados e de que forma será organizado este material. Precisa-se também escolher e produzir imagens, além de selecionar mídias a serem utilizadas no projeto. depois de fazer o planejamento, parte-se para o desenvolvimento do jogo. Isto é, professores abriram as portas para ao uso de recursos que extrapolam a
visão tradicional e os métodos meramente discursivos no processo ensino-aprendizagem.
Portanto, não devemos esperar que o computador traga uma solução mágica e rápida para a educação, mas certamente, ele poderá ser utilizado pelo professor como um importante instrumento pedagógico, oportunizando que o aluno amplie o seu conhecimento e a sua criatividade, pois afinal criatividade não se ensina, se constrói.

## Tecnologia em sala de aula
As TICs (Tecnologias da Informação e Comunicação) têm alcançado olhares abrangentes em todas às áreas de atuação, pelo fato de desfrutarmos de agilidade nas informações e uma gama de conhecimento existente acessível através de meios como computadores, celulares e tablets.
Um dos pontos a serem abordados está estritamente relacionado à educação, a forma como as escolas têm lidado com as novas tecnologias adaptando-as em seus métodos ensino-aprendizagem, espaço, tempo e os agentes transmissores do conhecimento. É essencial reconhecer a necessidade de utilizar a tecnologia a beneficio dos estudantes possibilitando que os conteúdos planejados permitam o despertar da autonomia do aluno, domínio de ferramentas digitais, olhar crítico diante das informações divulgadas e criação de conteúdos.
O professor em questão busca novos meios de se preparar e caminhar junto a esse avanço, pois ele não assume mais o papel de transmissor de conhecimento, tornando-se neste momento o mediador entre e alunos e o conhecimento que a rede de internet proporciona. Deste modo é importante que a escola reconheça a formação de seus professores como algo primordial para o bom desenvolvimento dos estudantes garantindo que os métodos implantados sejam viáveis e produzam bons frutos na transformação do modo de pensar e agir dos mesmos podendo abranger a sociedade num todo através dos projetos desenvolvidos em sala de aula que permitem ser compartilhados na rede.

## Informática na Educação Infantil
A informática pode ser incorporada em todos as modalidades e níveis educacionais. Uma exemplo é o seu uso na Educação Infantil. Baseando-se na epistemologia genética de Piaget pode-se concluir que a introdução da informática para as crianças pode ser favorável ao desenvolvimento. Essa teoria de Piaget afirma que no período Simbólico, que vai dos dois aos quatro anos de idade, a criança é capaz de criar imagens mentais que substituem o objeto real, e que, no Período Intuitivo - que vai até os sete anos - a criança tenta decifrar o porque dos acontecimentos. Analisando as características de tais períodos podemos afirmar que o computador é um bom recurso às crianças dessa faixa etária.
O computador pode ser utilizado como um recurso tecnológico que desenvolva o raciocínio infantil, visto que, é uma excelente forma, tanto de mostrar imagens, como de demonstrar às crianças como os acontecimentos ocorrem. O computador também desperta um súbito interesse em relação a conteúdos além da matéria que lhe foi exposta em sala de aula. É um ótimo motivador para complementar as aulas.
As diretrizes do MEC também podem ser utilizadas como argumento favorável a implantação do computador na Educação Infantil, pois afirma que a escola deve relacionar os diversos materiais disponíveis, como pode ser visto no Parecer feito em 1998:
"Ao reconhecer as crianças como seres íntegros, que aprendem a ser e conviver consigo próprias, com os demais e o meio ambiente de maneira articulada e gradual, as Propostas Pedagógicas das Instituições de Educação Infantil devem buscar a interação entre as diversas áreas de  conhecimento e aspectos da vida cidadã, como conteúdos básicos para a constituição de conhecimentos e valores. Desta maneira, os conhecimentos sobre espaço, tempo, comunicação, expressão, a natureza e as pessoas devem estar articulados com os cuidados e a educação para a saúde, a sexualidade, a vida familiar e social, o meio ambiente, a cultura, as linguagens, o trabalho, o lazer, a ciência e a tecnologia."
Como motivação para novos trabalhos que utilizem a ideia da informática educativa, temos uma nova geração de crianças que desde cedo já possuem contato com a informática, e assim, acredita-se que a reformulação da maneira de lecionar para educação infantil torna-se essencial para garantir o interesse dos alunos em buscar o conhecimento, além de contribuir para a autonomia destes sujeitos.